# Мајкл Макин
Мајкл Џон Макин (енгл. Michael John McKean; Њујорк, Њујорк, 17. октобар 1947) амерички је филмски и телевизијски глумац, музичар и комичар.
Био је члан екипе Уживо суботом увече. Постао је познат по улози досадног суседа Ленија Козновског у ситкому Лаверн и Ширли и улози Дејвида Хабинса у филму Ово је Спајнал тап. Такође је играо Чака Макгила у серији Боље позовите Сола.
Појавио се и у филмовима Траг (1985), Џампин Џек Флеш (1986), Земљанке су лаке женске (1988), Мемоари невидљивог човека (1992), Купоглави (1993), Залуђеници (1994), Доктор Дулитл 2 (2001), Продуценти (2005), поред многих.